# Королёв, Василий Александрович
Василий Александрович Королёв (21 июля 1907, Ярославский уезд, Ярославская губерния — 29 сентября 1969, Ярославль) — красноармеец Рабоче-крестьянской Красной Армии, участник Великой Отечественной войны, Герой Советского Союза (1945).

## Биография
Василий Королёв родился 21 июля 1907 года в деревне Василёво (ныне — Ярославский район Ярославской области). После окончания начальной школы работал пастухом, плотником. В 1928—1931 годах служил в Рабоче-крестьянской Красной Армии. Демобилизовавшись, работал на Ярославском шинном заводе. В июне 1941 года повторно был призван в армию и направлен на фронт Великой Отечественной войны. За время войны четыре раза был ранен и контужен. К марту 1945 года гвардии красноармеец Василий Королёв был сабельником 9-го гвардейского кавалерийского полка 3-й гвардейской кавалерийской дивизии 2-го гвардейского кавалерийского корпуса 1-го Белорусского фронта. Отличился во время освобождения Польши.
Во время боёв к юго-западу от города Щецинек Королёв в составе группы бойцов участвовал в освобождении деревни Галин. В том бою группа захватила 28 вражеских солдат и офицеров. В бою за населённый пункт Ланцен он уничтожил две огневые точки противника. В бою за деревню Пелен Королёв с двумя бойцами уничтожил около 30 солдат и офицеров противника, удержав захваченные позиции до подхода основных сил. В том бою он был ранен, но остался в строю. Продолжая наступать, Королёв с тремя бойцами уничтожил 14 солдат противника и взял в плен ещё 18. В бою за город Польцен Королёв уничтожил около 60 солдат и офицеров, взял в плен ещё 15. Позднее взял в плен ещё 20 солдат и офицеров вермахта.
Указом Президиума Верховного Совета СССР от 31 мая 1945 года за «образцовое выполнение заданий командования и проявленные мужество и героизм в боях с немецкими захватчиками» гвардии красноармеец Василий Королёв был удостоен высокого звания Героя Советского Союза с вручением ордена Ленина и медали «Золотая Звезда» за номером 6729.
После окончания войны Королёв был демобилизован. Вернулся в Ярославль, работал на шинном заводе. Умер 29 сентября 1969 года, похоронен на Воинском мемориальном кладбище Ярославля.
Был также награждён орденом Славы 3-й степени и рядом медалей.